# Johann Friedrich Hirt

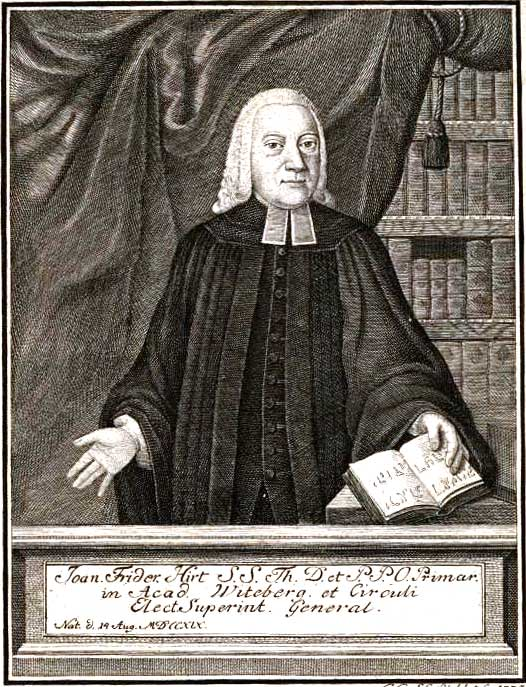
Johann Friedrich Hirt (1775)

Johann Friedrich Hirt (* 16. August 1719 in Apolda; † 29. Juli 1783 in Wittenberg), auch Hirth geschrieben, war ein deutscher evangelischer Theologe und Orientalist.

## Leben
Als Sohn des Handwerkers Johann Jacob Hirt geboren, hatte er bereits im frühsten Kindheitsalter außergewöhnliche Fähigkeiten bewiesen, so dass er 1734 das Gymnasium in Weimar besuchen konnte. Dort erwarb er sich die Fähigkeiten, um 1738 ein Studium an der Universität Jena zu beginnen. 1742 verließ er die Universität kurzzeitig, unternahm eine literarische Reise, kehrte aber 1744 wieder dorthin zurück und erwarb sich die Befähigung, Vorlesungen halten zu dürfen.
Dazu absolvierte er 1747 den akademischen Grad eines Magisters und wurde im selben Jahr als Adjunkt an der philosophischen Fakultät aufgenommen. 1748 ging er als Konrektor an das Weimarer Wilhelm-Ernst-Gymnasium und erhielt 1758 eine außerordentliche Professur in der Jenaer Universität. Nachdem er zum Doktor der Theologie promoviert wurde, wurde er 1761 zum Superintendenten, Oberpfarrer und Sachsen-Weimarischen Konsistorialrat ernannt und übernahm 1769 eine Professur an der theologischen Fakultät.
1775 wurde er als ersten Professor der Theologischen Fakultät nach Wittenberg berufen. Er wurde damit Oberpfarrer an der Wittenberger Stadtkirche, Generalsuperintendent des sächsischen Kurkreises und Beisitzer am Wittenberger Konsistorium. Diese Ämter verwaltete er bis zu seinem 1783 erfolgten Tod. In seinen Schriften behandelt er die Exegese des alten Testaments, die hebräische Grammatik und Altertumskunde und andere semitische Sprachen.

## Werkauswahl
- Biblia Ebraea analytica : sive completa vocum omnium difficiliorum et notatu digniorum per universum codicem V. T. obviarum analysis grammatica secundum principia B. Danzii. Gollner, Jena 1753, 1769. (Digitalisat der Ausg. 1753)
- Bibliorum analyticorum pars Chaldaica, completam vocum omnium in Chaldaismo biblico toto obviarum analysin grammaticam secundum principia b. Danzii institutam. Gollner, Jena 1757. (Digitalisat)
- Einleitung in die hebräische Abtheilungskunst der heiligen Schrift, solche nach einer leichten und vernünftigen Lehrart zu erlernen. Cröcker, Jena 1762. (Digitalisat)
- Vollständigere Erklärung der Sprüche Salomons, worinnen des sel. Peter Hanssens Betrachtungen über die Sprüche Salomo von neuen völlig geliefert, und zugleich an vielen Orten durch beygefügte häufige Anmerkungen erweitert. Fickelscherr, Jena 1768. (Digitalisat)
- Institutiones Arabicae linguae, Adiecta est Chrestomathia Arabica. Cröcker, Jena 1770. (Digitalisat)
- Syntagma observationum philologico-criticarum ad linguam sacram Veteris Testamenti perinentium. Cröcker, Jena 1771. (Digitalisat)
- Orientalische und exegetische Bibliothek. Teil 1–8. Fickelscherr, Jena 1772–76. (Digitalisat Band 1), (Band 2), (Band 3), (Band 4), (Band 5), (Band 6), (Band 7), (Band 8)
- Wittenbergische orientalische und exegetische Bibliothek, Teil 1–4. 1776–79.
- Anthologia Arabica complexum variorum textuum Arabicorum selectorum, partim ineditorum, sistens. Adiectae sunt versio Latina et adnotationes. Cröcker, Jena 1773. (Digitalisat)